# Soundtrack '96-'06 Live
Soundtrack '96-'06 Live è il secondo album dal vivo della cantante italiana Elisa, pubblicato il 16 novembre 2007.
Registrato durante la sua tournée di successo del 2007, il Soundtrack Live Tour, il disco contiene quindici brani tratti dal tour con le canzoni più rappresentative dell'album Soundtrack '96-'06 in versione live. È accompagnato da un DVD che contiene le immagini delle due tappe tenutesi al Mediolanum Forum di Milano e del documentario Soundtrack Tour/Road Notes. Il progetto è stato pubblicato in edicola dal Corriere della Sera il 15 e il 24 giugno (rispettivamente il CD e il DVD).

## Descrizione
Durante la scene finali del concerto è possibile ascoltare Reggae Then Comes the Sun, un brano che Elisa non ha ancora pubblicato in nessun album o singolo. Parlando dell'album, Elisa ha detto:
(Presentazione dell'edizione pubblicata con il Corriere della Sera)
Raggiunge la posizione 11 della classifica italiana.

## Tracce

### CD
1. Stay – 4:33 (Elisa Toffoli)
2. Heaven Out of Hell – 5:00 (testo: Elisa Toffoli – musica: Elisa Toffoli, Corrado Rustici)
3. A Feast for Me – 5:53 (testo: Elisa Toffoli, Catherine Marie Warner – musica: Elisa Toffoli, Corrado Rustici)
4. Eppure sentire (Un senso di te) – 3:45 (testo: Elisa Toffoli – musica: Paolo Buonvino)
5. The Waves – 4:15 (Elisa Toffoli)
6. Una poesia anche per te – 6:05 (Elisa Toffoli)
7. Qualcosa che non c'è – 4:34 (Elisa Toffoli)
8. Rock Your Soul – 5:05 (Elisa Toffoli)
9. Luce (tramonti a nord est) – 4:24 (testo: Elisa Toffoli, Zucchero Fornaciari – musica: Elisa Toffoli)
10. Almeno tu nell'universo – 5:18 (testo: Bruno Lauzi – musica: Maurizio Fabrizio)
11. Together – 4:16 (Elisa Toffoli)
12. Rainbow – 4:17 (Elisa Toffoli)
13. Gli ostacoli del cuore – 4:32 (Luciano Ligabue)
14. Cure Me – 3:54 (testo: Elisa Toffoli – musica: Elisa Toffoli, Andrea Rigonat, Andrea Fontana, Max Gelsi, Christian Rigano, Carlo Bonazza)
15. Labyrinth – 5:36 (testo: Elisa Toffoli, Catherine Marie Warner – musica: Elisa Toffoli)

### DVD
1. Stay
2. Swan
3. Heaven Out of Hell
4. A Feast for Me
5. Teach Me Again
6. Eppure sentire (Un senso di te)
7. The Waves
8. Una poesia anche per te
9. Yashal
10. A Prayer
11. Inside a Flower
12. Together
13. Qualcosa che non c'è
14. Gift
15. Rock Your Soul
16. Luce (tramonti a nord est)
17. Dancing
18. Almeno tu nell'universo
19. Sleeping in Your Hand
20. Broken
21. Rainbow
22. Gli ostacoli del cuore
23. Cure Me
24. Labyrinth
25. Documentario: Soundtrack Tour/Road Notes
26. Crediti

Note
- Il brano Inside a Flower è erroneamente accreditato come Inside the Flower

## Classifiche

### Classifiche di fine anno
| Classifica (2007) | Posizione |
| ----------------- | --------- |
| Italia            | 60        |
| Classifica (2008) | Posizione |
| Italia            | 98        |